# Miguel Colasuonno
Miguel Colasuonno (São Paulo, 2 de febrero de 1939 - São Paulo, 4 de octubre del 2013) fue un economista y político brasileño. Ocupó la alcaldía de São Paulo por casi dos años entre 1973 y 1975 durante la dictadura militar habiendo sido nombrado por el gobernador Laudo Natel de quien era Secretario de Planeamiento.
Fue concejal y presidente de la Cámara Municipal de São Paulo durante dos legislaturas entre 1992 y el 2000. Además de estos cargos también fue asesor económico del presidente Ernesto Geisel y presidió la Empresa Brasileña de Turismo (Embratur) de 1979 a 1985 durante el gobierno del general João Figueiredo. Desde el 2008, era presidente del consejo de administración de Electobras Electronuclear.
Falleció el 4 de octubre de 2013 al estar enfermo de leucemia. Fue enterrado en el Cementerio de Morumbi.